# 加那利粉蝶
加那利粉蝶（学名：Pieris cheiranthi）是粉蝶科的一种蝴蝶。该品种为加那利群岛是特有种。
它们天然的栖息地为温带森林。由于栖息地破坏受到威胁。其翼展为57–66毫米。该蝴蝶生活周期为3月到10月。幼虫以旱金莲等植物为食。